# Струмок Фанно
Струмок Фанно (англ. Fanno Creek) — притока річки Тюалатин в американському штаті Орегон, частина водозбірного басейну річки Колумбія. Площа її басейну охоплює близько 83 км² в округах Малнома, Вашингтон і Клакемес, в тому числі 18 км² у межах міста Портленда.
Витік струмка лежить у горах Тюалатин (West Hills) на південному заході Портленда, звідки він тече переважно на захід і південь через міста Портленд, Бівертон, Тігард і Дарем, а також через невключену територію округу Вашингтон. Впадає в річку Тюалатин за 14 км до її впадіння в річку Вілламетт.
Коли поселенці європейського походження прибули на береги Фанно, на тих землях проживали люди племені Калапуйя, які витіснили звідти людей племені Малтномах у доколумбові часи. Перший поселенець європейського походження, Августус Фанно, ім'я якого носить струмок, прибув у середині XIX століття. Він заснував ферму з вирощування цибулі, яка згодом розрослась до міста Бівертон. Його відновлений сімейний будинок під назвою Фермерський будинок Фанно належить до категорії столітніх ферм у Національному реєстрі історичних місць і є одним із 16 міських парків у вузькому коридорі вздовж струмка.
Хоча струмок сильно забруднений, але в ньому підтримується життя водної флори і фауни, в тому числі в його верхів'ях мешкає Coastal cutthroat trout. Такі ентузіасти як Прихильники струмка Фанно (англ. Fans of Fanno Creek) працюють спільно з державними установами над тим, щоб обмежити забруднення й відновити природну рослинність у прибережній зоні струмка.